# 삼재
삼재(三災)는 인간에게 12년 주기로 돌아온다는 3가지 재난을 의미한다. 동양철학에서 유래된 재앙명(災殃名)으로 십이지(十二支)에 따른다.

### 특징
삼재의 첫해를 입삼재(入三災, 들삼재)이라고 하며 두 번째 해는 침삼재(枕三災, 눌삼재)를, 마지막 해를 출삼재(出三災, 날삼재)이라고 한다.
입삼재 때는 가족이나 주변인이 화를 당하며 침삼재 때에는 머무는 해라고 해서 매사에 시비곡직이 많다는 점이고 마지막 해는 재물이나 명예가 훼손되어 나쁜 결과를 초래하는 재앙을 가져오기도 한다.

### 십이지에 따른 삼재
- 巳(사)酉(유)丑(축)띠는 亥(해)子(자)丑(축)년이 삼재에 해당한다.
- 申(신)子(자)辰(진)띠는 寅(인)卯(묘)辰(진)년이 삼재에 해당한다.
- 亥(해)卯(묘)未(미)띠는 巳(사)午(오)未(미)년이 삼재에 해당한다.
- 寅(인)午(오)戌(술)띠는 申(신)酉(유)戌(술)년이 삼재에 해당한다.

| 2007년 | 돼지띠   | 정해년 | 들삼재 | 소띠, 뱀띠, 닭띠     |
| 2008년 | 쥐띠     | 무자년 | 눌삼재 | 소띠, 뱀띠, 닭띠     |
| 2009년 | 소띠     | 기축년 | 날삼재 | 소띠, 뱀띠, 닭띠     |
| 2010년 | 호랑이띠 | 경인년 | 들삼재 | 쥐띠, 용띠, 원숭이띠 |
| 2011년 | 토끼띠   | 신묘년 | 눌삼재 | 쥐띠, 용띠, 원숭이띠 |
| 2012년 | 용띠     | 임진년 | 날삼재 | 쥐띠, 용띠, 원숭이띠 |
| 2013년 | 뱀띠     | 계사년 | 들삼재 | 토끼띠, 양띠, 돼지띠 |
| 2014년 | 말띠     | 갑오년 | 눌삼재 | 토끼띠, 양띠, 돼지띠 |
| 2015년 | 양띠     | 을미년 | 날삼재 | 토끼띠, 양띠, 돼지띠 |
| 2016년 | 원숭이띠 | 병신년 | 들삼재 | 범띠, 말띠, 개띠     |
| 2017년 | 닭띠     | 정유년 | 눌삼재 | 범띠, 말띠, 개띠     |
| 2018년 | 개띠     | 무술년 | 날삼재 | 범띠, 말띠, 개띠     |

### 해석의 부족함
삼재는 삼합의 생지를 충 하는 년에 들어 온다.
예: 삼합 巳酉丑, 삼재 亥子丑, 亥 -> 巳 (沖)
그러나 현재 존재하는 서적에는 해석이 자세하지 못하다. 현실적으로 삼재때 운이 나쁜 사람 또는 그 반대인 사람도 있다. 이는 단순히 전자는 복삼재 후자는 악삼재로 정의하고 넘어가는 경우가 대부분이다. 사주에 삼합 혹은 반합이 존재하는 사람중에 삼재가 와서 충을 하는 경우엔 사주에 따라서 큰 변화가 오는 것은 당연한 이치로 여긴다. 그러므로 단순히 삼재를 보는 것이 아닌 개인의 사주를 년운 혹은 대운에 맞게 풀이하는 것이 더 바람직하다.

### 출생 연도별 삼재
출샌 연도별로 삼재가 언제 오는지는 아래 사이트를 통해 쉽게 조회가 가능하다.
https://luckyloveme.com/